# Hans Starcke

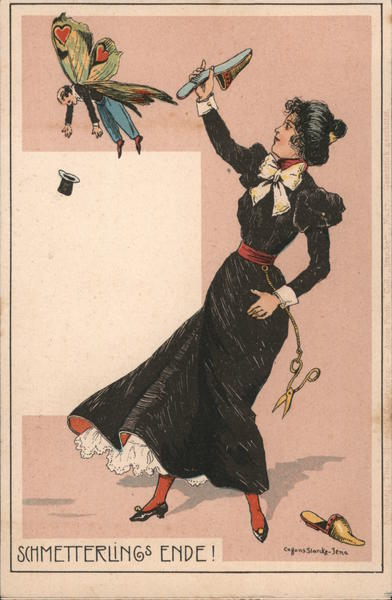
Hans Starcke, Schmetterlings Ende, um 1900

Karl Albert Hans Starcke (* 15. Juni 1875 in Jena; † 18. Dezember 1943 ebenda) war ein deutscher Künstler und Dichter. Er arbeitete unter dem Pseudonym Hans Huckebein (nach der 1867 erstmals erschienenen Bildergeschichte Hans Huckebein, der Unglücksrabe von Wilhelm Busch).

## Leben
Karl Albert Hans Starcke entstammte einer angesehenen Kaufmannsfamilie und hatte sechs Geschwister. Seine Ausbildung absolvierte er vermutlich an der Kunstschule in Weimar. Danach soll er längere Zeit in Kaufbeuren gelebt haben, wie auch in Allstedt, wo sein Bruder Paul Starcke in einer Apotheke tätig war. Seit dem Jahre 1906 wurde er im Adressbuch Jenas als Kunstmaler aufgeführt. Dabei war sein Schaffensfeld vielseitig, wie Künstler, Maler und Graphiker, aber auch Heimatdichter.
Seine ersten Gedichte wurden 1911 in der Jenaischen Zeitung (Verlag Neuenhahn) unter seinem Pseudonym Hans Huckebein veröffentlicht. Im Alter von 52 Jahren heiratete er die 19 Jahre jüngere Marie Kittel. Starcke starb 1943 in Jena.

## Werke
- Um 1900 erschienen verschiedene Ansichtskartenserien (Lithografien) mit satirischen und amourösen Themen. Der Einfluss des Jugendstils ist nicht zu verkennen
- Während des Ersten Weltkrieges erschienen verschiedene Ansichtskarten mit Gedichten und Soldatenhumor
- 1930 wurde eine Ansichtskartenreihe aus dem Bilder-Preisausschreiben „Wer kennt die Heimat?“ der Jenaischen Zeitung verausgabt
- 1918 veröffentlichte er unter seinem Pseudonym Hans Huckebein im Verlag Robert Peitz Nachf., Camburg, einen Gedichtband mit dem Titel „Fröhliche Verse“.
- Gemälde von Jena und dessen Umgebung befinden sich im Privatbesitz. Zahlreiche Bilder, die dem Stadtmuseum Jena übereignet wurden, sind während der Bombardierung Jenas im Zweiten Weltkrieg vernichtet worden.
- Titelbildgestaltung einzelner Bücher von August Ludwig in Ilmthüringer Mundart, wie z. B. Spackkuchen, Muskräppelchen
- Notgeldserie der Fuchsturmgemeinde von 1921, Druck: Johannes Arndt, Jena